# Vladimir Yuryevich Bartasevich
Vladimir Yuryevich Bartasevich (tiếng Nga: Владимир Юрьевич Бартасевич; sinh ngày 28 tháng 7 năm 1993) là một hậu vệ bóng đá người Nga hiện tại thi đấu cho FC Chertanovo Moskva.

## Sự nghiệp câu lạc bộ
Anh có màn ra mắt tại Russian Second Division cho FC Oktan Perm vào ngày 21 tháng 7 năm 2012 trong trận đấu với FC Tyumen.